# Verfassungsreferendum in Kolumbien 1957
Das Verfassungsreferendum in Kolumbien 1957 fand am 1. Dezember statt. Es war eine Volksbefragung zur Verabschiedung einer Verfassungsreform, deren Inhalt das bestätigte, was als Nationale Front (FN) bekannt wurde: das Friedensabkommen zwischen den konservativen und liberalen Parteien nach einem Jahrzehnt des unerklärten Bürgerkriegs.
Der Abstimmungstext umfasste 14 relativ komplexe politische und rechtliche Artikel, in denen die Funktionsweise der FN, aber auch die Gleichberechtigung von Männern und Frauen sowie die Verpflichtung der Regierung, „nicht weniger als 10 Prozent“ ihres Haushalts in die Bildung zu investieren, festgelegt wurden.
Die Abstimmung ergab 4.169.294 „Ja“-Stimmen gegenüber 206.654 „Nein“-Stimmen und 20.738 ungültigen Stimmen und war damit eine der Wahlen mit der höchsten Wahlbeteiligung in der Geschichte des Landes.
Das Ereignis markierte einen Wendepunkt in der kolumbianischen Demokratie. Zum ersten Mal gingen die Frauen des Landes in die Wahllokale, um von ihrem Wahlrecht Gebrauch zu machen.

## Kampagne

### Nein
Verbündete und ehemalige Anhänger von Mariano Ospina Pérez sowie Personen unter der Führung von Gilberto Alzate Avendaño waren diejenigen, die sich für ein „Nein“ beim Plebiszit aussprachen, mit Jorge Leyva Urdaneta als Anführer der Kampagne für diesen Antrag, unterstützt von der Kommunistischen Partei.
Diese Position wurde so argumentiert, dass das Plebiszit nicht als fair angesehen wurde, da die einzigen, die als Partei davon profitieren würden, die Liberalen und die Konservativen wären. Dadurch wurden mehrere Parteien von dem Prozess ausgeschlossen.

### Ja
Unterstützt von Alberto Lleras Camargo, der Liberalen Partei und der Konservativen Partei, die versicherten, dass der militärische Einfluss beseitigt würde und die Demokratie ins Land zurückkehren würde.